# Олбрайт, Гэри
Гэри Олбрайт (англ. Gary Albright; 18 мая 1963, Норт-Кингстаун, Род-Айленд — 7 января 2000, Хейзлтон, Пенсильвания) — американский рестлер, наиболее известный своей работой в Японии, сначала в UWF International (UWFi), а затем в All Japan Pro Wrestling (AJPW). В AJPW Олбрайт был двукратным командным чемпионом мира. Олбрайт также был известен своей работой в канадской Stampede Wrestling под своим именем и как Вокхан Сингх.
Будучи опытным борцом, Олбрайт перенес это в свой стиль рестлинга, используя множество приемов и бросков на протяжении всей своей карьеры, получив прозвище «Мастер Суплекса».
Через брак Олбрайт принадлежал к знаменитой рестлерской семье Аноа’и, в которую входили Афа и Сика, Ёкодзуна, Рикиши, Скала, Джимми и Джей Усо и Роман Рейнс. Его вдова, Моника, является дочерью Аноа’и.
7 января 2000 года Гэри Олбрайт упал на ринге. Через несколько минут его объявили мертвым. Причиной смерти позже был признан сердечный приступ.

## Карьера в рестлинге
Гэри Олбрайт начал свою карьеру в профессиональном рестлинге в 1988 году под прозвищем Вохана Синга в промоушне Стю Харта под названием Stampede Wrestling. Там он объединился в команду со своим псевдо-братом Муханом Синго, который был также известен в области реслинга под именами Майк Шо (Mike Shaw) и Лунатик Норман (Norman the Lunatic). Команда была создана с целью отобрать интернациональные командные титулы у Британских бульдогов. Вполне вероятно, Олбрайта поставили в команду с Шо только потому, что оба они весили более 150 килограммов. По сценарию, это должна была быть команда из Карачи — Пакистана, хотя ни Олбрайт, ни Шо и близко на пакистанцев не были похожи. Команда держала выигранные титулы четыре месяца, после чего проиграла их Крису Бенуа и Бифу Веллингтону.

### UWF International (1991—1995)
Дебютировал в Японии Олбрайт 24 августа 1991 года в организации UWFi. В первом же матче Олбрайт нокаутировал Ёдзи Андзё. В основном матчи в UWFi были построены на ударах, суплексах и болевых захватах. В течение следующих восьми месяцев Олбрайт исполнял на ринге исключительно суплексы. Большие габариты Олбрайта придавали суплексам зрелищности. Каждым из таких немецких суплексов Гэри нокаутировал соперников, которые не могли подняться на ноги после отсчета до 10-ти.
Первая крупная победа Олбрайта в UWFi выпала на 5 августа 1992 года, когда он нокаутировал Нобухико Такада, сильнейшего рестлера организации UWFi. Гэри нокаутировал его своим коронным немецким суплексом перед толпой в 14000 человек на Йокогамской Арене. После этого Олбрайт приспособился выигрывать матчи благодаря одному этому приему в поединках и командных матчах. Полоса его побед прервалась в его повторном матче с Такадой 21 сентября 1992, Олбрайт капитулировал после болевого приёма.
После этого Олбрайт опять продолжил выигрывать поединки, обычно даже быстрее, чем за пять минут. Но букеры его оттолкнули, как только в промоушн пришёл Вейдер. Олбрайт стал больше не нужен в UWFi. Он несколько раз участвовал в командных боях с Марком Флемингом и Дэном Северном, но ни один из боев не выиграл.
Победы Олбрайта продолжились в 1994 году на турнире UWFi — «Best of the World». Олбрайт нокаутировал Билли Скотта и Ёдзи Андзё в двух первых раундах с целью вступить в полуфинал за бой с Нобухико Такадой. 10 июня 1994 года в Будокан Холле Олбрайт проиграл, сдавшись при болевом приёме.
18 августа Олбрайт одержал победу над Киёси Тамурой, закончив третий тур. Матч состоялся в ту самую ночь, когда Вейдер отобрал у Такады титул. За все три года работы в UWFi Олбрайт превосходно развил свои навыки борьбы и по технике стал значительно превосходить остальных.
Вскоре Олбрайт сделал Вейдеру вызов на матче за титул UWFi. Этот матч уже давно был мечтой каждого фаната UWFi. 8 октября 1994 Олбрайт проиграл Вейдеру. 30 ноября 1994 Олбрайт победил Такаду.
Олбрайт и Вейдер стали почти идентичными соперниками. Оба полностью полагались на силовые приемы, эффективность которых была изрядно преувеличена большим весом обоих, поэтому матч 16 января 1995 стал большим разочарованием для фанатов. Он был абсолютно незрелищным. На нём победил Вейдер, благодаря приему choke hold. Разумеется, матч пользовался довольно неплохим коммерческим успехом.
Несмотря на свою популярность, в UWFi возникли проблемы из-за недостатка молодых талантов. 17 мая 1995 Олбрайт проиграл Масахито Какихаре за право провести матч с Такадой.
18 июня 1995 Олбрайт должен был драться с Киёси Тамурой. Олбрайт игнорировал все замечания рефери, который без конца выкрикивал фразу, ставшую позднее в японском промоушн крылатой: «Break Gary, break!». Олбрайт просто матерился, плюя на все меры предосторожности в удушающих приемах как своих, так и Тамуры. Когда Тамура совершил удушающий прием — rear choke — Олбрайт сдался. Затем Олбрайт покинул ринг, даже не пожав Тамуре руку. Для Тамуры это была величайшая победа в его профессиональной карьере. Тамура так расстроился, что Олбрайт не пожал ему руку, даже расплакался прямо на ринге. Через два месяца, 18 августа 1995 Олбрайт вернулся в UWFi и проиграл Тамуре в мейн-ивенте. Ещё через шесть дней UWFi объявила о своём соглашении с организацией NJPW, и Олбрайт покинул промоушн.

### All Japan Pro Wrestling (1995—1999)
Олбрайт вступил в организацию All Japan Pro Wrestling. 25 октября 1995 в Будокан Холле должен был состояться матч между Мисавой и Кобаси. Но их матч был заменен полуфинальным поединком между Олбрайтом и Тосиаки Кавадой.
Олбрайт создал команду со Стэном Хэнсоном и они заняли третье место в Мировой Командной Лиге. 24 января 1996 Олбрайт и Хэнсен отбили у Кавады и Тауэ титулы в командном разряде, но через месяц снова проиграли 20 февраля 1996 на повторном матче. Олбрайт вызвал Мицухару Мисаву на бой за «тройную корону» 2 марта 1996. В их матче было несколько захватывающих моментов, но немного удручал контраст между тяжелым стилем Олбрайта и непревзойденным акробатическим стилем Мисавы. Мисава одержал победу, применив на Олбрайте коронный «rolling elbow forearm smash».
С тех пор Олбрайта больше не ставили в поединки этой организации. Теперь он выступал исключительно в командном составе. Он создал команду с Сабу в Командной Лиге 1996 года. Их команда заняла последнее место.
Свой последний матч в AJPW Гэри провел в 1999 году против Масао Иноуэ. Следующий матч был запланирован на февраль 2000 года.

## Смерть
7 января 2000, Гэри Олбрайт боролся на Всемирном экстрим-шоу в Хейзлтоне, штат Пенсильвания, против Люцифера Гримма (настоящее имя Билл Оуэнс).
После того как прошли три четверти положенного времени, Олбрайт упал на ринг. Официальной причиной смерти Гэри Олбрайта был сердечный приступ. Медицинские эксперты также обнаружили, что Гэри Олбрайт страдал диабетом, имел увеличенное сердце и блокировку нескольких коронарных артерий. Так было установлено, что Гэри Олбрайт умер от естественных причин, поэтому полиция не занималась расследованием.
В пятницу утром, Гэри позвонил мне как только проснулся, чтобы сказать доброе утро и что он надеется увидеть меня в ближайшее время. Он укладывал свои вещи, потому что собирался приехать ко мне. В начале второй половины дня Сэм, мой племянник Мэтт Смолл, Гэри, моя жена и я встретились. За обедом мы говорили о многих вещах и я спросил, как долго он будет находиться у меня. Он ответил, что неделю, а я попросил его остаться еще одну неделю, чтобы мы могли провести некоторое время вместе. После обеда Гэри ехал в Хейзлтон со мной. Он рассказывал мне все свои планы о переезде в Монтану и открытии школы борьбы. У Гэри и Моники было так много планов на будущее. Я обещал Монике, что буду помогать ей, чтобы сохранить память о Гэри, и помочь ей во всех отношениях, чтобы завершить планы, которые они начали.
— Интервью с отцом после трагедии